# Luca Lionello
Luca Lionello (n. Roma; 9 de enero de 1964) es un actor italiano. 

## Biografía
Es hijo del actor Oreste Lionello, tiene 4 hermanos: el director Fabio Luidi Lionello, la actriz Cristiana Lionello, el actor Davide Lionello y la dobladora Alessia Lionello.
Lionello, que era ateo se convirtió en católico debido a su experiencia filmando la película La Pasión de Cristo.

## Carrera
Trabaja como actor desde 1986. 
En 2004 llamó la atención internacional cuando hizo el papel de Judas Iscariote en la película estadounidense La Pasión de Cristo.
Ha representado a otros dos apóstoles: Mateo el apóstol en San Pedro (película italiana de televisión, de 2005, protagonizada por Omar Sharif) y santo Tomás en la película María (2005, de Abel Ferrara).
En el 2012 se unió al elenco de la cuarta temporada de la popular serie italiana Squadra antimafia - Palermo oggi donde interpretó al asesino Tito Nerone, hasta el final de la temporada después de que su personaje muriera luego de caerse de un techo mientras huía de la policía. Recientemente obtuvo un papel protagónico en la serie original de Netflix Curon.

## Conversión al Cristianismo
El actor que interpretó a Judas (Luca Lionello) comenzó la película como un ateo. Ese fue su punto de vista espiritual y no tuvo reparos en decirlo. Recuerdo que terminamos la versión inicial de la película y pedimos la regrabación de algunos de los diálogos. Yo estaba sentado en el ambiente de sonido antes de que el actor haga el doblaje. Él pidió la confesión. Al parecer, había sido completamente transformado por la experiencia. Él bautizó a sus hijos, santificó su matrimonio y regresó a la Iglesia», señaló Mel Gibson sobre la experiencia de Lionello.
La declaración de quien interpretó a Judas Iscariote: Luca Lionello, el artista que interpretó a Judas, era un ateo declarado antes de que comenzara el rodaje.  Con el tiempo se convirtió, confesó y bautizó a sus hijos. Uno de los principales técnicos que era musulmán también se convirtió al cristianismo, asombrosa elección.  